# Орри, Туйре
Ту́йре О́рри (фин. Tuire Orri; 30 октября 1918, Хельсинки, Финляндия — 26 августа 2007, Хельсинки, Финляндия) — финская актриса и певица.
Начала карьеру актрисы в Гражданском театре, который основал её отец. В 1936—1939 годах училась в Финляндском актёрском училище, затем, в 1938—1939 годах работала в Выборгском городском театре.
После начала Зимней войны перешла в Хельсинкский городской театр, где быстро набрала популярность как среди публики, так и среди критиков. С 1948 года стала работать в Радиотеатре, тогда же начала брать уроки пения у Ханны Гранфельд.
В 1997 году записала песню «Tuo suru jonka sain». Также записала дуэты «Cowboy-serenadi» с Тапио Раутаваара в 1949 году и «Riihentontun joulu» с Пентти Туоминеном в 1958 году.

## Семья
- Дядя — Йорма Нортимо, известный финский режиссёр
- Внучка — Ирина Бьёрклунд, актриса[1]